# Direction générale des Droits des animaux
La direction générale des Droits des animaux (en espagnol : Dirección General de Derechos de los Animales, DGDA) est un organe directif du sous-secrétariat du ministère des Droits sociaux et de l'Agenda 2030, qui définit certaines politiques du gouvernement espagnol en relation avec les droits des animaux et leur bien-être.
Créée en 2020, elle est l'unique direction générale du gouvernement espagnol qui ne possède aucun organe directif dépendant.

## Fonctions
Selon le décret royal 452/2020, les fonctions de la direction générale des droits des animaux sont : 
- La formulation des politiques publiques en matière de protection des droits des animaux.
- L'impulsion de toutes les mesures nécessaires pour inclure la protection des droits des animaux dans l'ordre juridique actuel.
- Le développement des mesures de diffusion nécessaires pour que la société connaisse et respecte les droits des animaux et leur protection.
- La coordination avec les communautés autonomes et l'administration territoriale, le procureur général de l'État, et les organismes publics en général, pour que soient reconnus et respectés les droits des animaux et leur protection.
- La coopération avec les autres organismes publics et privés, nationaux et internationaux, en matière de droits des animaux et de protection animale.

La création de cette direction générale par le gouvernement Sánchez II représente un changement significatif dans l’organisation des attributions en matière de politique publique concernant les animaux en Espagne. Avant, les animaux, y compris les animaux de compagnie, relevaient de la compétence du ministère de l'Agriculture, après cette création, la protection animale devient une compétence du ministère des Droits sociaux tandis que le bien-être animal reste une compétence du ministère de l'Agriculture. Ainsi cette direction n’empiète pas sur les compétences attribuées à d'autres institutions, comme la tauromachie qui relève du ministère de la Culture, ou la chasse qui relève des communautés autonomes et du ministère de l'Agriculture.
Elle est maintenue lors de la formation du gouvernement Sánchez III.

## Directeurs généraux
| Titulaire | Titulaire                    | Début      | Fin         | Parti   | Ministres                    |
| --------- | ---------------------------- | ---------- | ----------- | ------- | ---------------------------- |
|           | Sergio Antonio García Torres | 30/01/2020 | 28/12/2023  | Podemos | Pablo Iglesias, Ione Belarra |
|           | José Ramón Becerra           | 28/12/2023 | En fonction | VQ      | Pablo Bustinduy              |